# Кшевіна (Пільський повіт)
Кшевіна (пол. Krzewina, нім. Liebenthal) — село в Польщі, у гміні Качори Пільського повіту Великопольського воєводства.
Населення — 231 особа (2011).
У 1975-1998 роках село належало до Пільського воєводства.

## Демографія
Демографічна структура станом на 31 березня 2011 року:
|          | Загалом | Допрацездатний вік | Працездатний вік | Постпрацездатний вік |
| -------- | ------- | ------------------ | ---------------- | -------------------- |
| Чоловіки | 118     | 21                 | 88               | 9                    |
| Жінки    | 113     | 24                 | 65               | 24                   |
| Разом    | 231     | 45                 | 153              | 33                   |